# Molondra Blanca
Molondra Blanca es un cultivar de higuera de tipo higo común Ficus carica, bífera (con dos cosechas por temporada, brevas e higos de otoño), con higos de epidermis con color de fondo amarillo verdoso, y con sobre color morado rojizo. Se cultiva en la colección de higueras de Montserrat Pons i Boscana en Llucmajor (España).

## Sinonimia
- “Roja Blanca”,[4][6][7]
- “Melondre Blanca”

## Historia
Actualmente la cultiva en su colección de higueras baleares Montserrat Pons i Boscana, rescatada de un ejemplar o higuera madre plantada y cultivada en el predio "hort d'en Blanc" en el término de Campos, muy vieja a punto de desaparecer, por falta de cultivo y de poda, casi se ha vuelto arbustiva. El esqueje lo suministró Miquel Lladó buen conocedor de esta variedad denominándola como 'Roja Blanca'.
La variedad 'Molondra Blanca' es originaria de Campos donde es poco conocida y cultivada, siendo desconocida en otros lugares de la isla de Mallorca. Muy poco son los árboles localizados, y todos provienen de la misma higuera madre del predio "hort d'en Blanc". Realmente por la excelente calidad de los higos merec no desaparecer y ser mucho más cultivada en los higuerales de las islas Baleares.

## Características
La higuera 'Molondra Blanca' es una variedad bífera de tipo higo común. Árbol de vigorosidad reducida, y buen desarrollo en terrenos favorables, copa deforme  porte esparcido con ramas alargadas que se dirigen hacia abajo colgando hacia el suelo y follaje claro, con notable emisión de rebrotes. Sus hojas son de 5 lóbulos en su mayoría, de 3 lóbulos (20-30%) y de 1 lóbulo (5-10%). Sus hojas con dientes presentes márgenes serrados poco marcados. 'Molondra Blanca' tiene mucho desprendimiento de higos, con un rendimiento productivo mediano-alto y periodo de cosecha mediano. La yema apical cónica de color verde amarillento.
Los frutos de la higuera 'Molondra Blanca' son frutos de un tamaño de longitud x anchura:28 x 32mm, con forma ovoidal (tanto en las brevas como en los higos). Presentan unos frutos medianos en las brevas son muy prolíficas siendo muy dulces y muy sabrosas. Los higos son de menor tamaño y peso que las brevas, de igual calidad en cualidades, pero la cosecha menos prolífica. Los frutos son un poco simétricos en la forma, uniformes en las dimensiones, de unos 22,230 gramos en promedio, cuya epidermis es de grosor mediano, de textura media, de consistencia blanda, color de fondo amarillo verdoso, y con sobre color morado rojizo. Presentan un buen porcentaje de frutos aparejados y no presentan formaciones anormales. Ostiolo de 3 a 5 mm con escamas medianas blanquecinas. Pedúnculo de 4 a 7 mm troncocónico verde amarillo. Grietas ausentes, longitudinales gruesas escasas. Costillas poco marcadas. Con un ºBrix (grado de azúcar) de 27 de sabor muy dulce sabroso, con color de la pulpa rosada. Con cavidad interna ausente o pequeña, con aquenios medianos en tamaño y en bastante cantidad. Los frutos maduran con un inicio de maduración de las brevas el 15 de junio, y de los higos sobre el 20 de agosto a 24 de septiembre. Cosecha con rendimiento productivo mediano-alto, y periodo de cosecha mediano.
Se usa en alimentación humana en fresco. Difícil abscisión del pedúnculo y buena facilidad de pelado. Bastante resistentes a las lluvias, mediana al transporte, y muy resistentes a la apertura del ostiolo. Muy poco susceptibles al desprendimiento del árbol cuando madura.

## Cultivo
'Molondra Blanca', se utiliza en alimentación humana en fresco. Se está tratando de recuperar de ejemplares cultivados en la colección de higueras baleares de Montserrat Pons i Boscana en Llucmajor.